# Duranta erecta

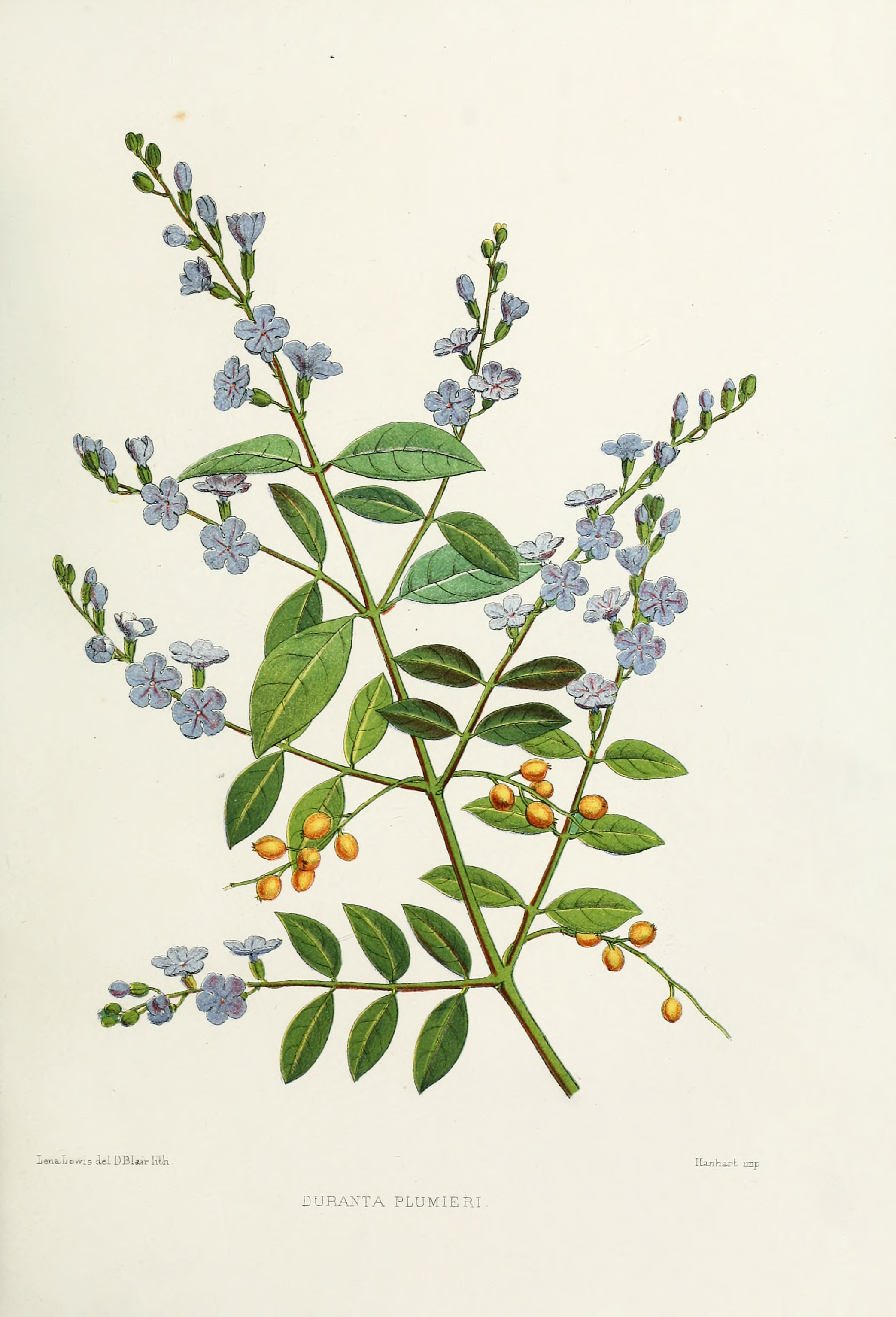
Illustration

Duranta erecta ist eine Pflanzenart in der Familie der Eisenkrautgewächse aus dem nördlichen Südamerika, Mittelamerika, Mexiko, Florida und der Karibik.

## Beschreibung
Duranta erecta wächst als immergrüner, teils dorniger Strauch bis über 6 Meter hoch. Die Äste sind leicht behaart bis kahl. Die achselständigen Dornen können bis 1 Zentimeter lang werden.
Die einfachen und kurz gestielten Laubblätter sind gegenständig oder wirtelig angeordnet. Die rinnigen Blattstiele sind bis 1 Zentimeter lang. Die leicht ledrigen, schwach behaarten, eiförmigen bis verkehrt-eiförmigen, spitzen bis zugespitzten oder rundspitzigen, selten abgerundeten, bis 8,5 Zentimeter langen Blätter sind ganzrandig oder im vorderen Teil gröber bis feiner, teils spitzig, gesägt, seltener gekerbt. Die Nebenblätter fehlen.
Es werden lange, end- oder achselständige, lockere und reichblütige, behaarte Trauben gebildet. Die duftenden, kleinen, kurz gestielten, violetten, mauven bis bläulichen und zwittrigen Blüten sind fünfzählig mit doppelter Blütenhülle. Der außen leicht behaarte, rippige Kelch ist röhrig verwachsen mit kleinen, spitzen, pfriemlichen Zähnen. Die Krone ist stieltellerförmig verwachsen. Die bis 1 Zentimeter lange, schlanke Kronröhre ist außen und innen fein behaart und im Schlund drüsenhaarig. Die meist fein behaarten Kronlappen sind verkehrt-eiförmig und zwei oder mehr besitzen streifige Male. Es sind etwa mittig in der Kronröhre 4 leicht didynamische, eingeschlossene Staubblätter mit behaarten Staubfäden und ein kleines Staminodium vorhanden. Der achtkammerige, kahle Fruchtknoten ist oberständig mit kurzem Griffel und leicht abgewinkelter, gelappter Narbe. Es ist ein Diskus vorhanden.
Es werden kleine, orange-gelbe, eiförmige bis rundliche oder verkehrt-eiförmige, etwa 0,8–1,2 Zentimeter große, feinrippige, kahle, glänzende, mehrsamige Steinfrüchte im fleischigen Kelch (Scheinfrucht) mit schnabeligen Kelchzipfeln an der Spitze gebildet. Es sind vier harte, zweisamige und 3–4 Millimeter große, keilförmige Steinkerne (Pyrene) enthalten. Die Samen sind ohne Endosperm.
Blätter und Früchte gelten als giftig.

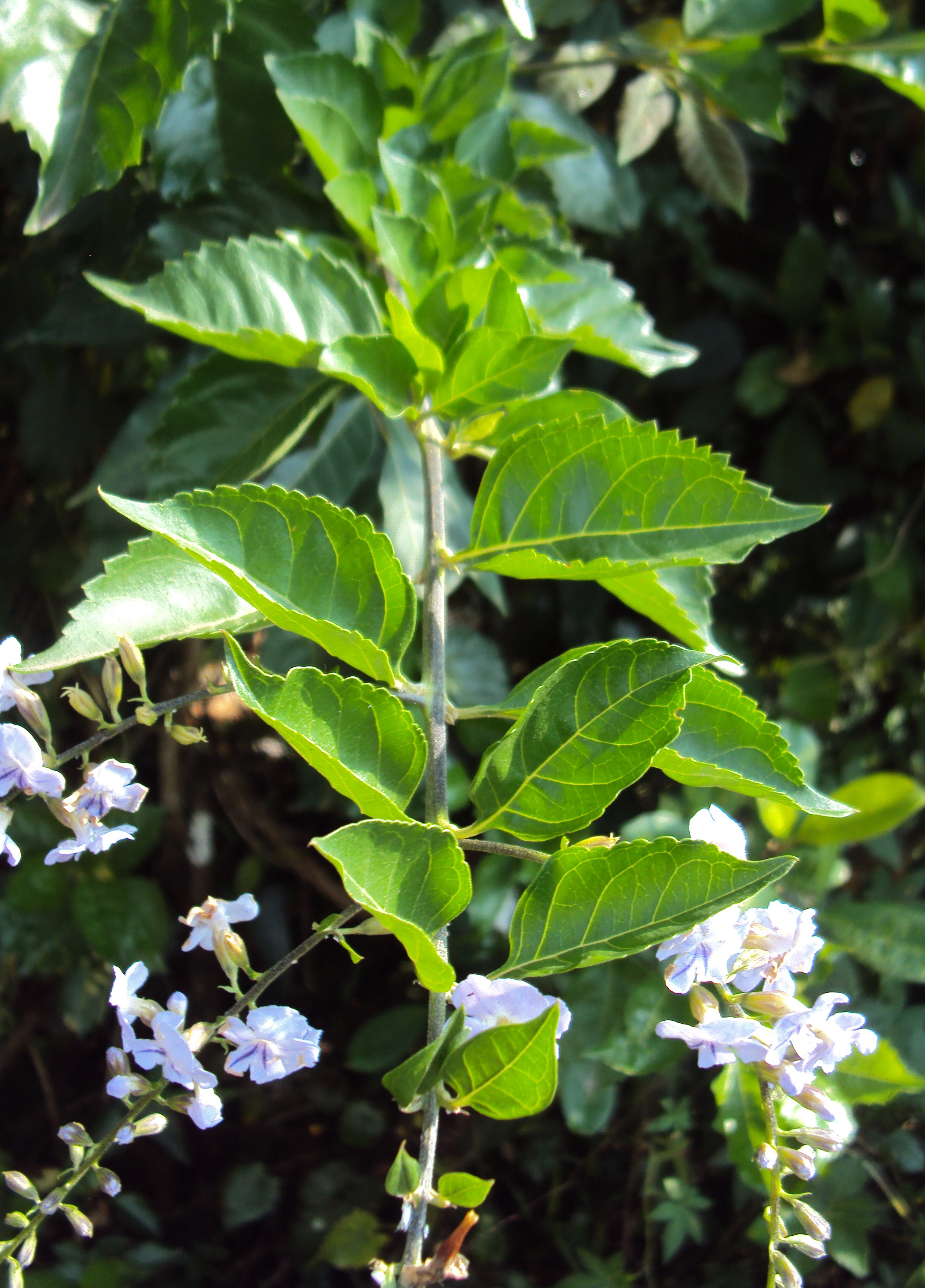
Blätter
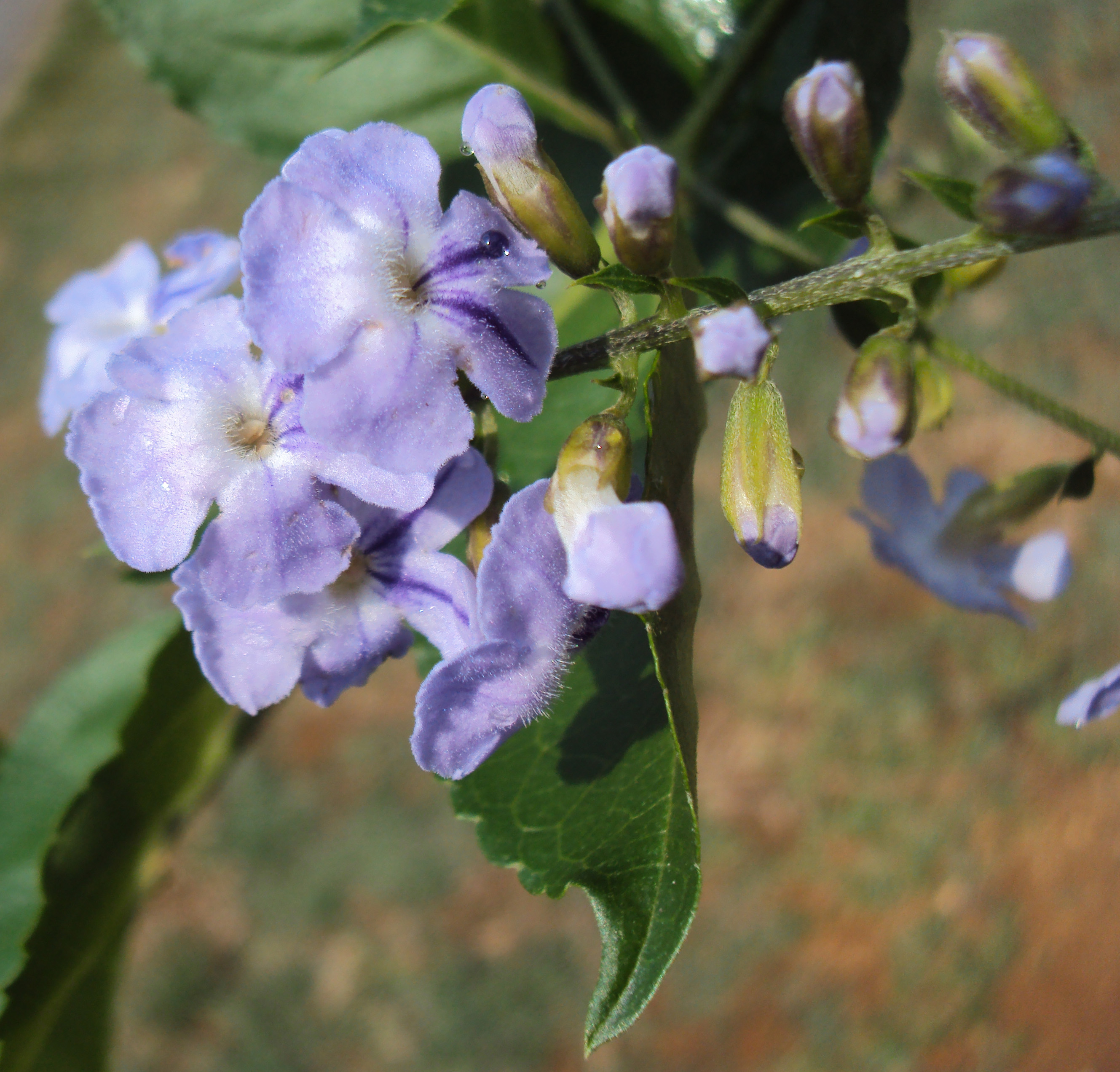
Blütenstand
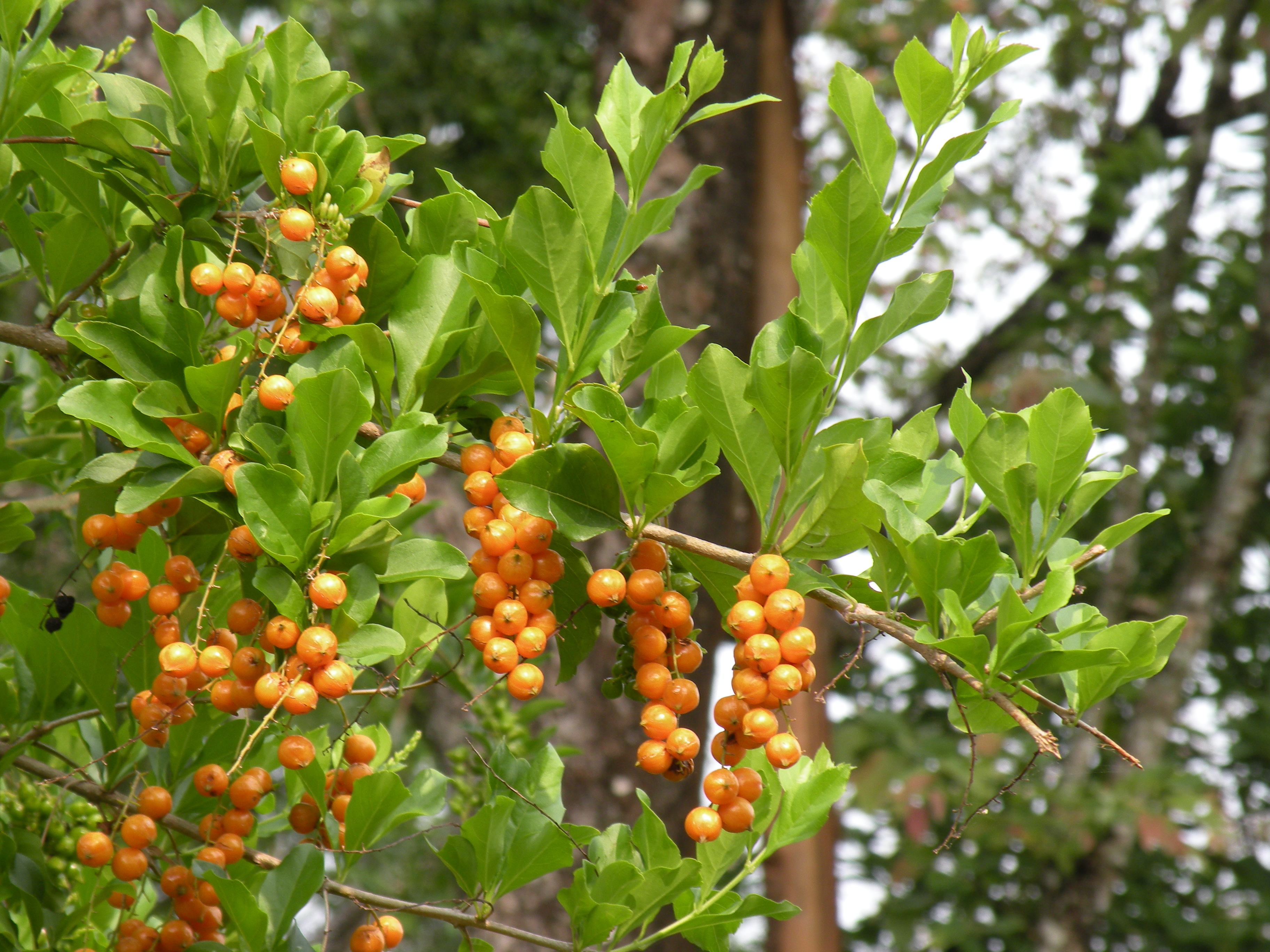
Fruchtstand

## Verwendung
Die Pflanze wird als Zierpflanze genutzt, wobei es auch eine weißblühende Form und eine mit panaschierten Blättern gibt. Sie eignet sich auch als Kübelpflanze, Bonsai oder als Hecke.